# Saint-Aubert
För andra betydelser, se Saint-Aubert (olika betydelser).
Saint-Aubert är en kommun i departementet Nord i regionen Hauts-de-France i norra Frankrike. Kommunen ligger i kantonen Carnières som tillhör arrondissementet Cambrai. År 2022 hade Saint-Aubert 1 563 invånare.

## Befolkningsutveckling
Antalet invånare i kommunen Saint-Aubert
| Referens: INSEE |